# Sibbarp, Malmö kommun
Sibbarp är ett bostads- och fritidsområde i stadsdelen Limhamn-Bunkeflo, Malmö.
Sibbarp ligger mellan Lernacken med Öresundsbrons brofäste och Limhamn. Stranden har ett flertal bryggor. Dessutom finns Sibbarps kallbadhus, en grund vik kallad Barnviken (i folkmun "Pisseviken" på grund av det ständigt förorenade badvattnet) och Sibbarps camping.
Sibbarp erhöll spårvägsförbindelse år 1915 genom färdigställandet av Malmö stads spårvägars linje 4. Spårvägstrafiken lades ned år 1973 och ersattes med bussar. (Linje 14 som på Sommaren kör till Sibbarps Camping och på vintern kör bara till Sibbarp).
Området började bebyggas på 1950-talet efter att tidigare ha bestått av stenavfall från kalkbrottet. Bebyggelsen består av en del flerfamiljshus närmast Limhamn, men för övrigt av villabebyggelse huvudsakligen från 1960-talet.
R F Bergs förskola ligger i området.